# Hệ tư tưởng thống trị
Trong triết học Marx, hệ tư tưởng thống trị hay ý thức hệ thống trị là một tập hợp các ý tưởng về xã hội được sử dụng để biện minh cho một nhóm lợi ích cụ thể. Hệ tư tưởng thống trị là hệ tư tưởng được chia sẻ rộng rãi nhất trong xã hội: bao gồm hệ tư tưởng tiên tiến của giai cấp thống trị (hoặc giai cấp tư sản).
Giai cấp thống trị truyền bá ý thức sai lầm một cách hiệu quả trong số quần chúng, những người bị coi là không có khả năng bảo vệ lợi ích giai cấp của mình. Nói cách khác, một hệ tư tưởng thống trị có chức năng kết hợp giai cấp công nhân vào xã hội tư bản, từ đó duy trì sự cố kết xã hội. Hệ tư tưởng cũng có liên quan mật thiết đến văn hóa Bá quyền của Antonio Gramsci.

## Minh họa hệ thống thuật ngữ
Nhiều nhà xã hội học đặt câu hỏi về tầm quan trọng đã gắn liền với vai trò của một Hệ tư tưởng thống trị trong những giải thích gần đây về trật tự xã hội.
Một ví dụ điển hình đã giải thích rằng, Nicholas Abercrombie, là tác giả cuốn Luận điểm Hệ tư tưởng thống trị (The Dominant Ideology Thesis) và các đồng nghiệp của ông cho rằng hệ tư tưởng thống trị hiếm khi được truyền tải một cách hiệu quả khắp các cấu trúc xã hội, và tác động chủ yếu của chúng là lên tầng lớp cao hơn là tầng lớp cấp dưới.
Trong thời kỳ xã hội phong kiến và tư bản sơ khai, những hệ tư tưởng như vậy hoạt động để duy trì sự kiểm soát của giai cấp thống trị đối với sự giàu có, nhưng ở cấp độ của chính những người thuộc tầng lớp ưu tú. Cả phong kiến trang viên và công ty gia đình tư bản phụ thuộc vào việc bảo tồn và tích lũy tài sản. Sở hữu tư nhân đất đai và vốn đòi hỏi một hệ thống hôn nhân ổn định, với các quy tắc rõ ràng về thừa kế, tính hợp pháp và tái hôn. Ý thức hệ thống trị là một phức hợp các giá trị pháp lý, đạo đức và tôn giáo có tác dụng bảo tồn của cải.
Trong số các giai cấp thống trị phong kiến, Công giáo và hệ thống danh dự đã cung cấp những đảm bảo về mặt tư tưởng rằng trẻ em sẽ trung thành với gia đình. So sánh giai cấp nông dân (và trong thời kỳ đầu của chủ nghĩa tư bản, lực lượng lao động trong nhà máy) đã được lựa chọn bởi những nỗ lực tuyệt đối của lao động để sống - 'sự ép buộc buồn tẻ của các quan hệ kinh tế'. Ngay cả trong thời kỳ chủ nghĩa tư bản muộn, 'cái lồng sắt' của cuộc sống hàng ngày cũng đưa ra lời giải thích tốt hơn về sự yên ổn của giai cấp công nhân hơn là sự kết hợp ý thức hệ.
Chủ nghĩa đa nguyên đạo đức và sự lệch lạc về chính trị, xã hội và văn hóa đa dạng có thể dễ dàng dung thứ được vì sự tuân thủ của các tầng lớp nhân dân cấp dưới được đảm bảo bởi sự ràng buộc về kinh tế, cưỡng chế chính trị và các cơ chế quan liêu của trường học, gia đình, nơi làm việc và nhà tù. Xung đột dai dẳng trong các xã hội tư bản cũng cho thấy rằng một hệ tư tưởng thống trị không phải là toàn diện về mặt chức năng.

## Chức năng
Trong tác phẩm Hệ tư tưởng Đức (1845), Karl Marx và Friedrich Engels cho rằng: "Những tư tưởng của giai cấp thống trị, trong bất kỳ thời đại nào, là những tư tưởng thống trị" được áp dụng cho mọi tầng lớp xã hội nhằm phục vụ lợi ích của giai cấp thống trị. Chính vì vậy, trong thực tiễn cách mạng, khẩu hiệu: "Hệ tư tưởng thống trị là hệ tư tưởng của giai cấp thống trị" nêu rõ tóm tắt tiền đề cơ sở cách mạng.
Trong xã hội tư bản chủ nghĩa, thực tiễn cách mạng của Chủ nghĩa Marx đã tìm cách đạt được các hoàn cảnh xã hội và chính trị, để làm cho tầng lớp nắm quyền bất hợp pháp về mặt chính trị. Vì vậy, đây cũng là điều kiện tiên quyết cho sự thành công phế bỏ hệ thống sản xuất tư bản chủ nghĩa. Khi đó, hệ tư tưởng của giai cấp công nhân đạt được và xác lập sự thống trị về mặt xã hội, chính trị và kinh tế, để giai cấp vô sản (giai cấp công nhân thành thị và giai cấp nông dân) có thể nắm quyền cả về chính trị và kinh tế với tư cách là giai cấp thống trị xã hội.

## Quan điểm Tân Marxist
Trong khi Talcott Parsons và các nhà chức năng học quy chuẩn khác từ lâu đã gắn liền với các tài khoản văn hóa về sự hội nhập xã hội, người ta đã lưu ý rằng những người theo chủ nghĩa tân Marxist như Louis Althusser, Antonio Gramsci, và Jürgen Habermas cũng dựa trên các lý thuyết về một hệ tư tưởng thống trị trong các luận điểm của họ về xã hội tư bản.
Hơn nữa, có thể ngoại trừ Gramsci, các nhà tư tưởng đã đưa ra một giải trình theo thuyết chức năng về vai trò của một hệ tư tưởng như vậy trong những giải thích của họ về sự ổn định xã hội. Người ta lập luận rằng những người theo Chủ nghĩa Tân Marxist ngày càng phụ thuộc vào khái niệm hệ tư tưởng để giải thích sự thiếu ý thức cách mạng của giai cấp công nhân trong các xã hội tư bản tiên tiến: sự vắng mặt của đấu tranh cách mạng được giải thích chủ yếu bởi sự kết hợp tư tưởng của giai cấp công nhân.
Những giải thích của chủ nghĩa chức năng và chủ nghĩa Mác về cách các xã hội gắn kết với nhau đã trở nên khá giống nhau trong suốt thế kỷ 20, một sự phát triển hơi mỉa mai vì cả Durkheim và Karl Marx đều đã bỏ quên vai trò của cưỡng chế kinh tế và chính trị đối với sự ổn định và bất ổn định của xã hội.

## Chỉ trích
Nhiều vấn đề lý thuyết và thực nghiệm đã được xác định với Hệ tư tưởng thống trị. Hiếm khi có một hệ tư tưởng thống trị được xác định rõ ràng và xác định đúng các đặc điểm chính của nó.
Một hệ tư tưởng bao trùm quy định cách nhìn của các giai cấp cấp dưới về xã hội, tuy nhiên những người đề xướng nó đã liên tục thất bại trong việc giải thích các quá trình mà giai cấp thống trị áp đặt một hệ tư tưởng như vậy lên quần chúng. Thay vào đó, họ đưa ra một bức tranh về cái nhìn có phần nhạo báng về một giai cấp công nhân có ý thức sai lầm, dễ bị ru ngủ chấp nhận sự phân bổ không công bằng giữa các nguồn lực vật chất và quyền lực chính trị. Do đó, không có gì đáng ngạc nhiên khi thấy rằng một luận điểm mơ hồ và không chính xác như vậy hầu như không thể vận hành và chứng minh được về mặt thực nghiệm.